# Frank Böttcher (Meteorologe)
Frank Böttcher (* 22. Januar 1968 in Hamburg) ist ein deutscher Wetter- und Klimaexperte, Buchautor und Hörfunk- und Fernsehmoderator.

## Leben
Böttcher legte 1989 das Abitur ab und absolvierte 1994 eine Ausbildung als Werbebekaufmann in Berlin und studierte an der Kommunikationsakademie in Hamburg. 1999 startete er die Plattform wetterspiegel.de. Er hat keinerlei meteorologische Ausbildung absolviert und wurde trotzdem Gründungsmitglied des Verbands Deutscher Wetterdienstleister. Seit 2006 ist er Veranstalter des Extremwetterkongresses.
Seit 2006 moderiert er für zahlreiche Radio- und Fernsehsender das Wetter, darunter NDR, Hamburg 1, BadenTV, Franken Fernsehen, Klassik Radio, wetter.net und Weather Channel Deutschland. Zudem tritt er regelmäßig bei ARD, N24, RTL und SAT.1 als Wetterexperte auf.
Seit 2023 ist er Vorsitzender der Deutschen Meteorologischen Gesellschaft.

## Privates
Frank Böttcher ist verheiratet und hat 3 Kinder.

## Auszeichnungen
- Outreach & Communication Award[4] der Europäischen Meteorologischen Gesellschaft (EMS) für den Extremwetterkongress 2022

## Publikationen
- mit Sven Plöger: Klimafakten. Westend, Frankfurt am Main 2013, ISBN 978-3-86489-048-2.
- mit Jonathan Böttcher: Reise durch das Extremwetter der Erde. Koehler, Hamburg [2018], ISBN 978-3-7822-1290-8.
- Mitautor: Faktenpapier 2023 zu Extremwetter in Deutschland[5] Herausgeber DWD, Extremwetterkongress und weitere.